# Pelarne
Pelarne är kyrkbyn i Pelarne socken i Vimmerby kommun i Kalmar län. Från 2023 avgränsar SCB här en småort. Orten ligger öster om Mossjön och mellan Vimmerby och Mariannelund.
I orten återfinns Pelarne kyrka.